# 大理白族自治州
大理白族自治州（白文：Dallit Baifcuf zilzilzou），简称大理州（白文：Dallit zou），是中华人民共和国云南省下辖的自治州，位于云南省中部偏西。州境东邻楚雄州，南接普洱市、临沧市，西临保山市、怒江州，北界丽江市。地处横断山脉与云贵高原的过渡带，云岭南麓，地势西北高，东南低，平均海拔2,090米。西部有澜沧江，东北有金沙江，洱海位于州境中部。全州面积28,302平方公里，总人口为333.76万人，汉族人口比例约50%，白族人口比例约32%，自治州首府驻大理市。大理是首批国家历史文化名城，拥有深厚的历史文化和丰富的旅游资源，苍山、洱海、大理古城等都是著名风景区。

## 历史
西汉元封二年（前109年），汉武帝开西南夷，出兵攻打滇国，滇王降。汉王朝在大理地区设立叶榆、云南、邪龙、比苏等县，属益州郡管辖。东汉永平十二年（69年）哀牢国内附，遂分益州郡西部置永昌郡，初治巂唐县（今云龙县境），后迁不韦县（今保山市）。三国蜀汉建兴三年（225年），丞相诸葛亮平定南中诸郡，分建宁郡、越巂郡、永昌郡三郡置云南郡，治云南县（今祥云县云南驿镇），今大理州东部属云南郡，西部属永昌郡，隶庲降都督。西晋泰始七年（271年）改庲降都督地为宁州。永嘉五年（313年）析永昌、云南二郡置河阳郡，治河阳县（今大理市凤仪镇）。咸康八年（342年）析置西河阳郡，河阳郡改为东河阳郡。南朝齐今州境分属东河阳、西河阳、西河、云南四郡。隋代属南宁州总管府。
唐朝初年，洱海地区有六个较大的部落居住，称为“六诏”，其中以蒙舍诏的势力最大，因居于最南故又称南诏。开元二十六年（738年），蒙舍诏首领皮罗阁在唐朝支持下，合六诏为一，统一了洱海地区，建立了南诏国，都城建在太和城（今大理市太和村）。唐大历十四年（779年）南诏国迁都羊苴咩城。南诏国时期，洱海地区周边设立或“睑”，北部属剑川节度谋统郡（今鹤庆县），西部属永昌节度胜乡郡（今永平县）。唐昭宗天复二年（902年），南诏权臣郑买嗣发动宫廷政变，建立了大长和国，南诏亡。后唐天成三年（928年），赵善政篡位，建立了大天兴国，次年杨干贞废赵善政自立，建大义宁国。后晋天福二年（937年），通海节度段思平联合滇东三十七部，进军大理，推翻了大义宁国，建立了大理国。大理国后期废除了节度和都督的军事辖区，改设府、郡。除大理首府外，今州境尚有谋统府（今鹤庆县）、义督赕（今剑川县，属谋统府）、胜乡郡（今永平县，隶永昌府）、南涧县（今南涧彝族自治县，属威楚府）。大理天定三年（1253年），元世祖忽必烈率大军灭大理国，建立云南行省。南诏、大理国與唐、宋两朝同時期，达五百余年，使云南形成了一个稳定的政治统一体。
元朝，云南政治中心东移昆明，大理地区设立大理上、大理下两个万户府，又设云龙甸军民府（治今云龙县）。元宪宗三年（1253年）以谋统府改置鹤州（治今鹤庆县）。元宪宗四年（1254年）置义督千户（治今剑川县剑川湖西岸）。宪宗七年（1257年）设品甸千户所（治今祥云县）。至元七年（1270年）改万户府置大理路（治今大理市）。至元十一年（1274年）置蒙化府（治今巍山县）；改胜乡郡置永平县，属大理路；改品甸千户所为云南州，属大理路；改义督千户为剑川县，属鹤州；于白崖赕置建宁县（治今弥渡县红岩镇），属赵州；以德原城置邓川州（治今洱源县邓川镇德源城）；改浪穹千户为浪穹县（治今洱源县），属邓川州。至元十四年（1277年）改蒙化府为蒙化路。至元二十年（1283年）降蒙化路为蒙化州，属大理路。至元二十三年（1286年）升鹤州为鹤庆路。至元二十四年（1287年）改南涧县置定边县，属威楚路镇南州，后废。至元二十五年（1288年）宁罢建宁县，并入大理路，至元二十六年（1289年）置太和县（治今大理市）。泰定前改云龙甸军民府为云龙州（治今云龙县旧州镇），属大理府。
明洪武十五年（1382年）改大理路为大理府；改鹤庆路为鹤庆府；降云南州为云南县，隶大理府；置凤羽县（治今洱源县凤羽镇），属邓川州，后省入浪穹县。洪武十六年（1383年）设迷渡市巡检司，隶赵州；复置定边县，属楚雄府。洪武十七年（1384年）云南县改属赵州；升剑川县为剑川州（治今剑川县金华镇），属鹤庆府。正统十三年（1448年）复置蒙化府。弘治六年（1493年）割太和县海东九里，云南县二里，赵州一里置宾川州（驻今宾川县州城镇），属大理府。万历二十八年（1600年）移邓川州治至今洱源县邓川镇旧州。崇祯二年（1629年）移云龙州治至雒马井（今云龙县宝丰乡）。崇祯十三年（1640年）移邓川州治至今邓川镇新州。
清雍正七年（1729年）撤定边县，并入蒙化府。雍正八年（1730年）移大理督捕通判驻弥渡城。乾隆三十五年（1770年）改蒙化府为蒙化直隶厅，有巡检司，驻南涧，即故定边城；剑川州改属丽江府；降鹤庆府为鹤庆州，属丽江府。
民国元年（1912年）析蒙化厅漾濞江巡检司和云龙州、永平县、浪穹县插花地置漾濞县（治今苍山西镇下街）。民国二年（1913年）以赵州、祥云、宾川、蒙化四县插花地析置弥渡县（治今弥城镇）；浪穹县更名洱源县，取“洱海之源”之意；同年废府、州、厅存县，计有大理、云南、洱源、赵县、邓川、宾川、云龙、弥渡、鹤庆、剑川、永平、蒙化、漾濞等县，各县属滇西道（次年改腾越道）。1914年改赵县为凤仪县。1915年漾濞县治迁今址。1918年，云南县因与云南省重名，改称祥云县，取旧名“祥州”、“云南”各一字得名。民国十八年（1929年）废道制，各县直属云南省。民国三十一年（1942年）蒙化县改属云南省第五行政督察区，鹤庆、剑川县改属第七行政督察区。民国三十五年（1946年）鹤庆、洱源、宾川、剑川属第十区，大理、永平、凤仪、邓川、云龙、弥渡、蒙化、漾濞属第十一区。

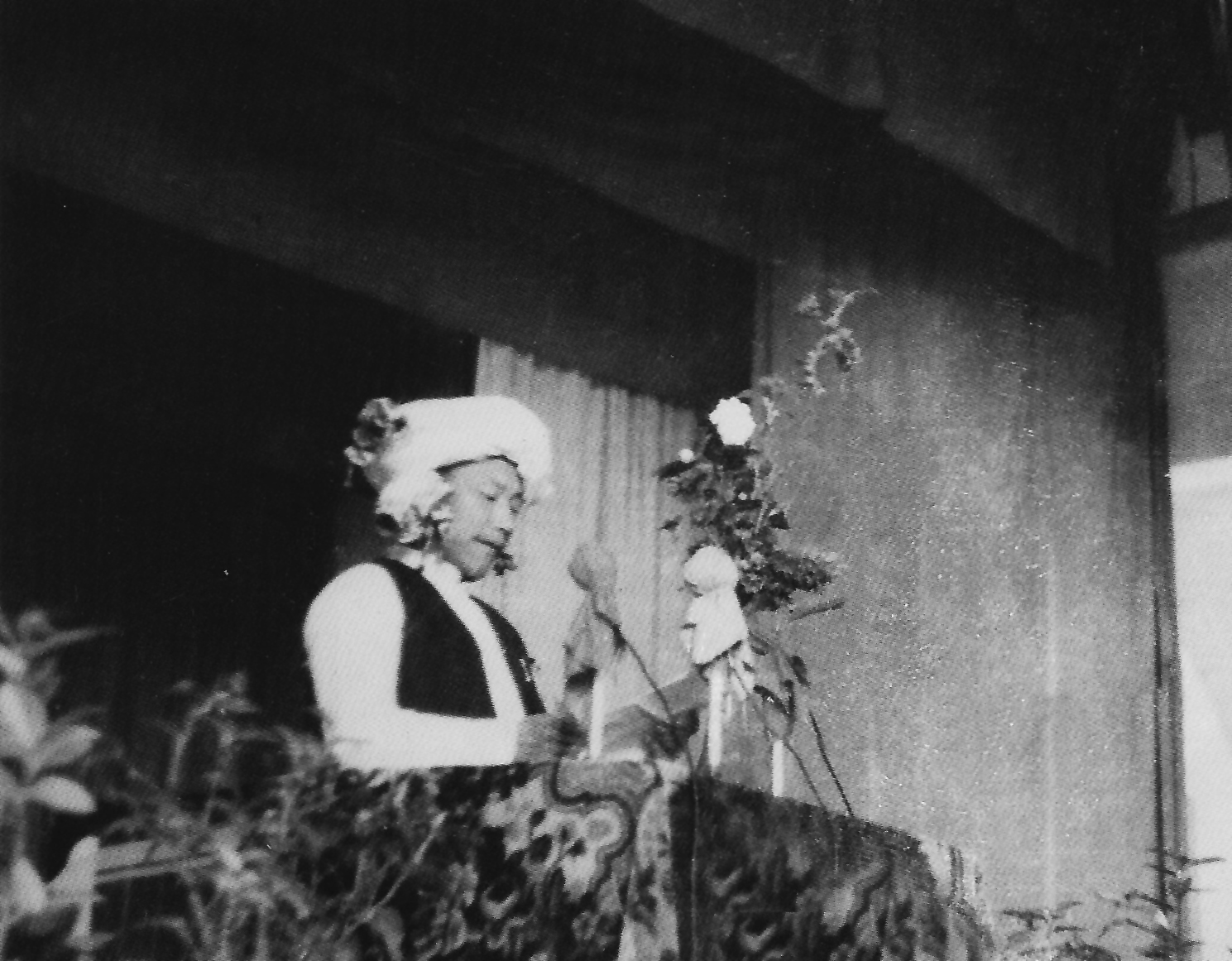
大理专署副专员杨永新在大理白族自治州第一届人民代表大会第一次会议上致开幕词，1956年11月17日

中华人民共和国成立后，1950年置大理专区，专员公署驻下关（今大理市下关街道），辖大理、凤仪、漾濞、永平、蒙化、弥渡、云龙、祥云、宾川、顺宁、缅宁、云县、洱源、邓川14县。1951年析大理县玉洱乡、凤仪县珠海乡设置下关市。1952年缅宁县划归缅宁专区。1954年蒙化县更名巍山县，顺宁县更名凤庆县。1956年11月16日批准设立大理白族自治州，11月22日正式成立；原丽江专区的鹤庆、剑川二县划入大理州；凤庆、云县划归临沧专区；将巍山县分为巍山彝族自治县和永建回族自治县（驻今巍山县永建镇）。1958年宾川县迁驻金牛镇。1960年撤销下关市及大理、凤仪、漾濞三县，合并为大理市；洱源、邓川二县并入剑川县；宾川、弥渡二县并入祥云县；巍山、永建二县合并为巍山彝族回族自治县。1962年撤销大理市，恢复下关市、大理县、漾濞县；恢复洱源、弥渡、宾川三县。1963年析巍山县设立南涧彝族自治县。1983年撤销大理县和下关市，合并设立大理市。1985年6月，漾濞县改置漾濞彝族自治县。

## 地理

### 位置面积

大理白族自治州在云南省的位置

大理白族自治州地处云南省中部偏西。东与楚雄彝族自治州接壤，南与普洱市、临沧市毗连，西与保山市、怒江傈僳族自治州接壤，北与丽江市为邻:27。大理白族自治州位于东经98°52′－101°03′，北纬24°41′－26°42′:27。州府大理市城区路距昆明市中心336千米。
国土二调大理白族自治州总面积为28,299平方千米，《中华人民共和国行政区划简册》录入的面积为29,459平方千米。

## 政治

### 现任领导
| 机构     | · 中国共产党 · 大理白族自治州委员会 | 大理白族自治州人民代表大会 常务委员会 | 大理白族自治州人民政府     | · 中国人民政治协商会议 · 大理白族自治州委员会 |
| 职务     | 书记                                | 主任                                  | 州长                       | 主席                                          |
| -------- | ----------------------------------- | ------------------------------------- | -------------------------- | --------------------------------------------- |
| 姓名     | 杨国宗                              | 张剑萍（女）                          | 陈真永                     | 程鹏                                          |
| 民族     | 白族                                | 白族                                  | 白族                       | 汉族                                          |
| 籍贯     | 云南省大理市                        | 云南省剑川县                          | 云南省兰坪白族普米族自治县 | 山西省长治市潞城区                            |
| 出生日期 | 1968年6月（56歲）                   | 1969年12月（55歲）                    | 1974年2月（51歲）          | 1970年5月（54歲）                             |
| 就任日期 | 2021年3月                           | 2021年2月                             | 2021年5月                  | 2025年1月                                     |

### 行政区划
大理州下辖1个县级市、8个县、3个自治县。
- 县级市：大理市
- 县：祥云县、宾川县、弥渡县、永平县、云龙县、洱源县、剑川县、鹤庆县
- 自治县：漾濞彝族自治县、南涧彝族自治县、巍山彝族回族自治县

## 经济
2020年统计，大理州国内生产总值1484.04亿元，同比增长2%。第一、二、三产业增加值分别为338.96亿元、405.94亿元、739.14亿元，三次产业结构比为22.8 : 27.4 : 49.8:39。人均生产总值44,346元，低于云南省平均值（51,975元），:39城镇常住居民人均可支配收入38,435元，农村常住居民人均可支配收入13,645元:202。职工年平均工资9.86万元:475。全州固定资产投资858.5亿元。全年地方一般公共预算收入108.48亿元:481，人均3,242元:483；地方一般公共预算支出391.19亿元:487，人均11,690元:489。

## 人口
根据2020年第七次全国人口普查，全州常住人口为3,337,559人。同第六次全国人口普查的3,456,323人相比，十年共减少了118,764人，下降3.44%，年平均增长率为-0.35%。其中，男性为1,693,368人，占总人口的50.74%；女性为1,644,191人，占总人口的49.26%。总人口性别比（以女性为100）为102.99。0－14岁的人口为557,626人，占总人口的16.71%；15－59岁的人口为2,212,105人，占总人口的66.28%；60岁及以上的人口为567,828人，占总人口的17.01%，其中65岁及以上的人口为418,121人，占总人口的12.53%。居住在城镇的人口为1,431,062人，占总人口的42.88%；居住在乡村的人口为1,906,497人，占总人口的57.12%。
2020年末统计，大理白族自治州共有户籍人口3,643,641万人，其中城镇人口143.11万人，乡村人口190.65万人，城镇化率为42.88%；人口自然增长率为1.33‰:27。

### 民族
全州常住人口中，汉族人口为1,667,013人，占49.95%；各少数民族人口为1,670,546人，占50.05%。与2010年第六次全国人口普查相比，汉族人口减少84,866人，下降4.84%，占总人口比例下降0.74个百分点；各少数民族人口减少33,898人，下降1.99%，占总人口比例增加0.74个百分点。其中，白族人口减少35,106人，下降3.16%，占总人口比例增加0.09个百分点；彝族人口减少9,750人，下降2.17%，占总人口比例增加0.17个百分点。
| 民族名称                | 汉族      | 白族      | 彝族    | 回族   | 傈僳族 | 苗族   | 傣族  | 纳西族 | 壮族  | 哈尼族 | 其他民族 |
| ----------------------- | --------- | --------- | ------- | ------ | ------ | ------ | ----- | ------ | ----- | ------ | -------- |
| 人口数                  | 1,667,013 | 1,077,363 | 440,199 | 68,086 | 36,593 | 13,561 | 5,058 | 4,984  | 3,521 | 3,135  | 18,046   |
| 占总人口比例（%）       | 49.95     | 32.28     | 13.19   | 2.04   | 1.10   | 0.41   | 0.15  | 0.15   | 0.11  | 0.09   | 0.54     |
| 占少数民族人口比例（%） | －        | 64.49     | 26.35   | 4.08   | 2.19   | 0.81   | 0.30  | 0.30   | 0.21  | 0.19   | 1.08     |

## 文化

### 全国重点文物保护单位
- 崇圣寺三塔
- 太和城遗址（包括南诏德化碑）
- 喜洲白族古建筑群
- 元世祖平云南碑
- 佛图寺塔
- 银梭岛遗址
- 弘圣寺塔
- 云南提督府旧址
- 大理天主教堂
- 水目寺塔
- 云南驿古建筑群
- 大波那遗址
- 天峰山古建筑群
- 白羊村遗址
- 州城文庙和武庙
- 南诏铁柱
- 弥渡五台大寺
- 顺荡火葬墓群
- 诺邓白族乡土建筑群
- 沘江古桥梁群
- 德源古城遗址
- 石钟山石窟
- 西门街古建筑群
- 沙溪兴教寺
- 海门口遗址
- 景风阁古建筑群
- 巄嶼图山城址
- 长春洞
- 等觉寺
- 南诏镇古建筑群

## 旅游
2021年大理州共接待游客4,451.8万人次，增长13.5%，其中海外游客0.9万人次，下降80.2%；旅游业总收入539.5亿元，下降11.0%，旅游外汇收入424.5万美元，下降86.4%。

## 友好地区
- 米尔杜拉[18]
- 马来西亚古晋北市（英语：Kuching North City Hall）[19]
- 柬埔寨暹粒[20]
- 中国台州市[21]